# Ugeblad
Ugeblad er et tidsskrift som udkommer ugentligt og ofte med populære artikler i modsætning til faglige artikler.
En undergenre under ugebladsgenren er de såkaldte dameblade, der i vinkling, emnevalg og layout målrettes kvinder.